# Чиппинг-Нортон (Австралия)
Не следует путать с Чиппинг-Нортон, Оксфордшир, Великобритания.
Чиппинг-Нортон (англ. Chipping Norton) — пригород на юго-западе Сиднея, Новый Южный Уэльс, Австралия.  Он расположен в 27 км от центрального делового района Сиднея, в районе города Ливерпуль. Он является частью региона Большой Западный Сидней.

## История

### Культура аборигенов
Традиционные племена, населяющие территорию озёр Чиппинг-Нортон — Таравал (англ. Tharawal) на южном берегу реки Джорджес и Даруг (англ. Darug) — на северном.

### Приход европейцев
Томас Мур получил прибрежные земли, где в 1880 году построил усадьбу. Место было названо в честь Чиппинг-Нортона, Оксфордшир. В настоящее время эти земли являются национальным парком.
Территория представляла собой плодородные земли и использовалась как сельскохозяйственные угодья.

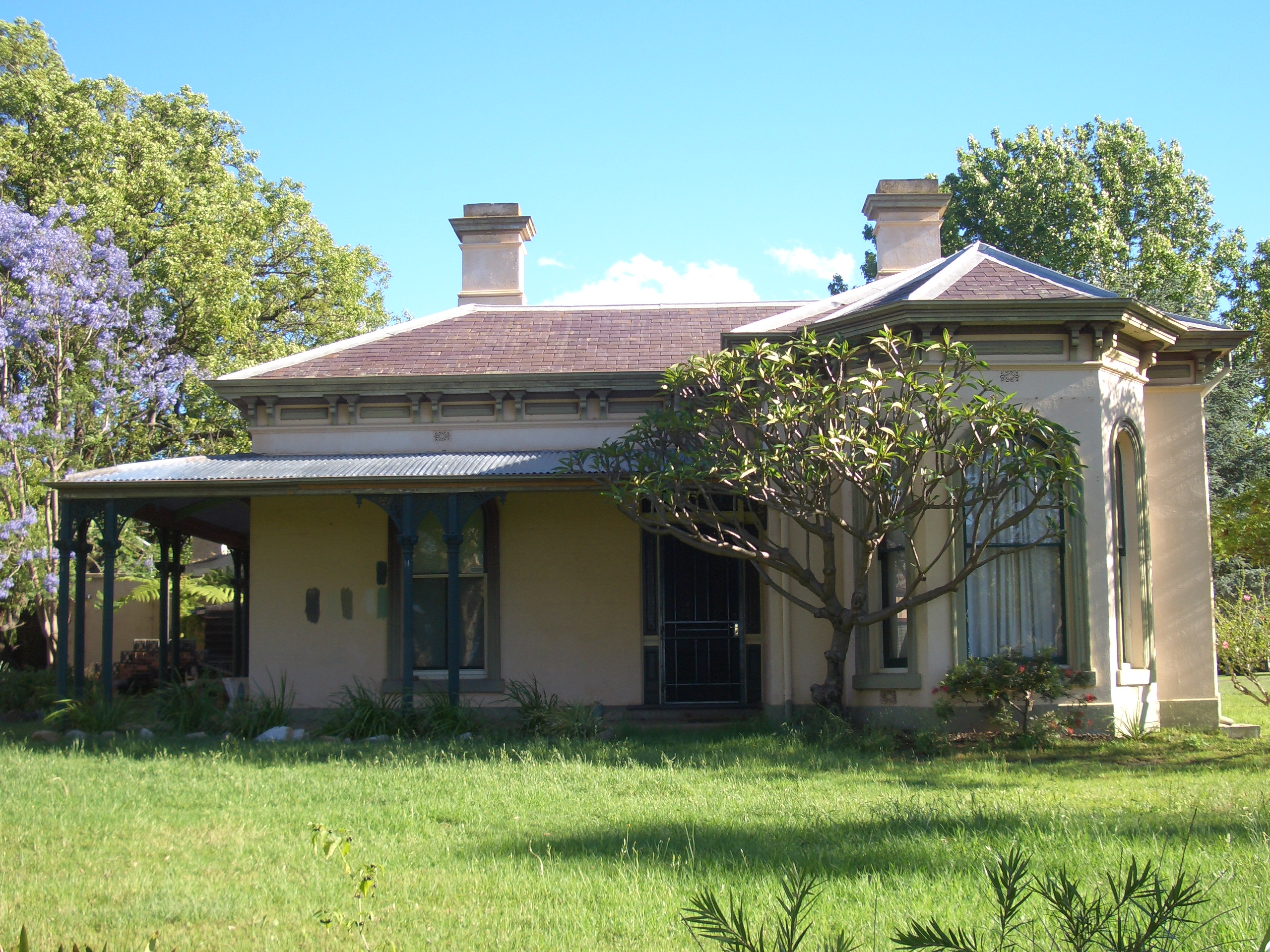
Усадьба Томаса Мура
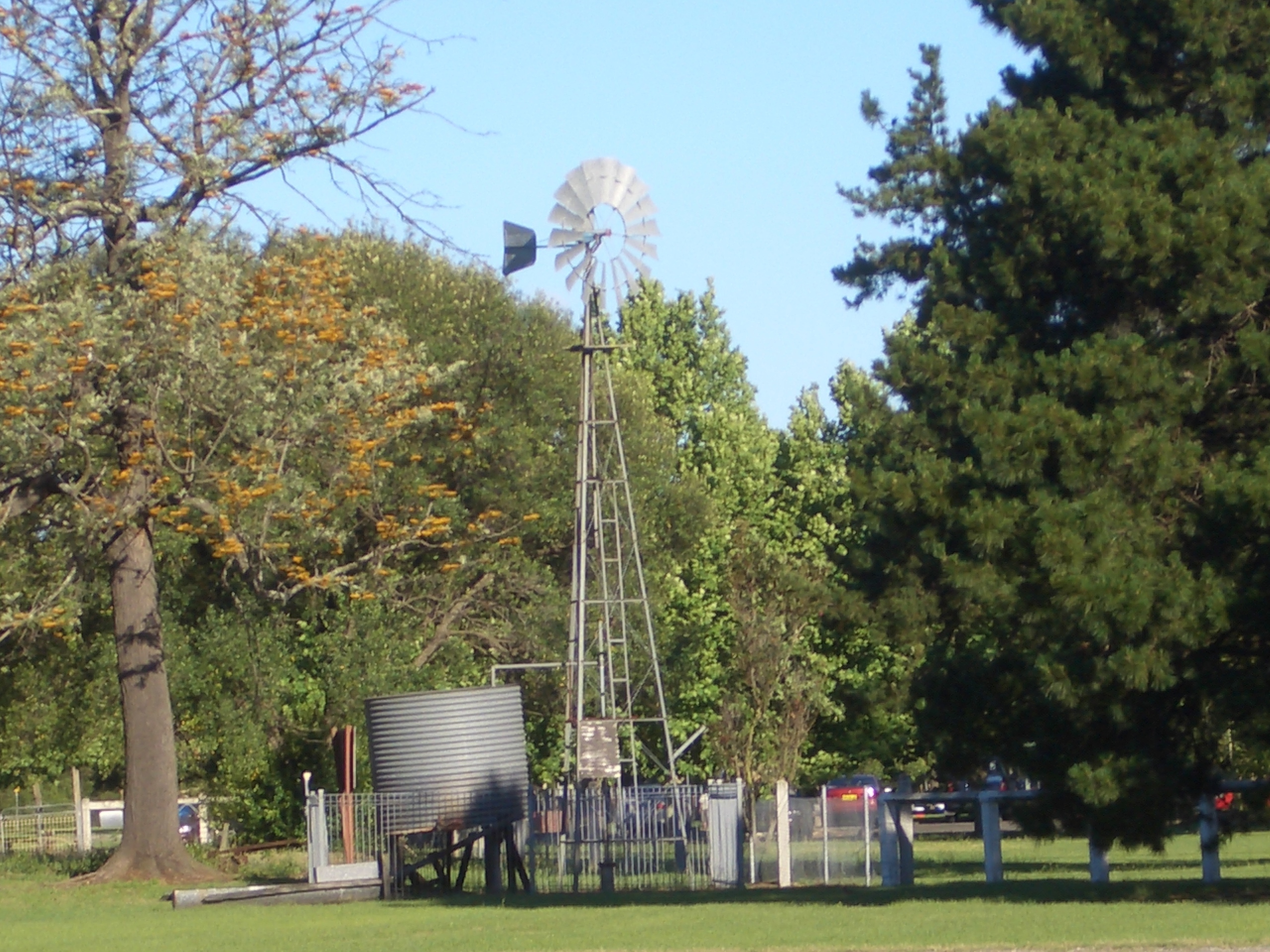
Мельница на территории усадьбы